# Saint-Geours-de-Maremne
 Saint-Geours-de-Maremne  (en occitano Sent Jors de Maremne) es una población y comuna francesa, situada en la región de Aquitania, departamento de Landas, en el distrito de Dax y cantón de Soustons.

## Demografía
| 1194 | 1237 | 1254 | 1234 | 1434 | 1666 |
| Para los censos de 1962 a 1999 la población legal corresponde a la población sin duplicidades (Fuente: INSEE [Consultar]) |      |      |      |      |      |